# チップ・ザナフ
チップ=ザナフ (Chipp Zanuff) は、アークシステムワークスの2D対戦型格闘ゲーム「GUILTY GEARシリーズ」に登場する架空の人物。声優は森藤卓弥[GG]　、三浦岳[GGX - GGXXAC+]　、川原慶久[GGXrd]。

## 設定
- 短絡的な性格で口より手が出るタイプだが、戦闘では冷静な判断力が持てる生粋の戦士。亡き師匠の教えによりいつかは助けを求めている人達を救えるようになりたいと思っており、その為に人々を一つにまとめる大統領になると言う夢を持つ。
- 師匠である毅（つよし）の教えにより、毅式の「忍術」を習得した他、「気」の法力まで自在に使いこなせるようになった。師匠の故国が日本であった事に強い影響を受け、自らも日本出身だと言い張るほど大の日本好きとなる。しかし日本文化の知識には乏しく、必殺技を繰り出す際は日本の食べ物の名前を叫ぶなど、勘違いが入り混じったおかしなものになっている。ちなみに、毅との出会いの詳細などは小説『胡蝶と疾風』で描かれている。
- 人の心の弱さにつけ入り命すら奪っていく暴力組織全般を憎悪している。これは当時バイヤーとしてアサシン組織に属していたチップが、麻薬に溺れた際に始末されそうになった事や、チップの師匠がアサシンに殺害された事が原因となっている。また、無闇に権力を翳す警察機構や、正義を掲げる気取った善人というものも好きではないらしい。『X』から『XrdR』にかけての蔵土縁紗夢での対戦後の勝利メッセージでも毎回彼女の色仕掛けを罵倒しており、色仕掛けの行為も快く思っていない模様。
- 『Xrd』からはスーツ、ネクタイ、眼鏡を着用するようになっており、ネタキャラとしての性質が強調されているが、実際に勉学をして大統領選に向けて準備をしていたりしている。
- 『XrdR』では小さいながら自分の小国「東チップ王国」を造っており、その副官としてアンサーを従え、自国の為に色々と努力している。
- 『STRIVE』にて登場した「名残雪」は毅の弟子であり、チップにとっては兄弟子に当たる。

名前の由来
ヘヴィメタルバンド、イナフ・ズナフのチップ・ズナフから。

## ストーリー
重度の麻薬中毒者であったチップは、忍者であり聖騎士団員である毅に助けられ更生を受ける。その好意に深い感銘を受けたチップは毅の事を師と仰ぎ、彼の元で忍術修行に励む。だが、毅はアサシンへの潜入捜査中に不運にも殺されてしまう。心底から怒りに震えたチップはアサシン組織への復讐を誓い、同時に世を正す為に大統領になる野望を抱くのであった。ちなみに、ジェリーフィッシュ快賊団の船に乗船した事がある数少ない男性の1人。
GUILTY GEAR
第二次聖騎士団員選考武道大会に出場。しかし、決勝にすら残る事が出来なかった事で実力不足を痛感する。
GUILTY GEAR X
前大会後、研鑽を積み忍術に磨きをかける。闘いをしていくうちに、ジャスティスやディズィーと言った世間的には悪と分類されるギア達ですら誰かに救いを求めている事に気付いていく。
GUILTY GEAR Xrd -SIGN-
復讐は既に終えており、統治や助成が及ばない荒廃集落に身を投じ、強引に秩序を正していく事で荒くれの大世帯の「オカシラ」となっていた。その状況を大統領になるチャンスと考えていたチップは「東チップ王国」の建国申請に乗り出した。そこで人類への宣戦布告を聞いたチップは名声を得る為に日本跡地へ赴く。
GUILTY GEAR Xrd -REVELATOR-
「ゆりかご事件」の収束後、事の顛末に懐疑的な反応を抱いたチップは元老院のアジトであったオペラハウスへと向かう。オペラハウスにて独自で調査を行った結果、ゆりかご事件そのものは事件の全容における氷山の一角でしかないことを掴み、同じく調査のためオペラハウスへと侵入したカイとポチョムキンに事件の黒幕を知らせる。

## ゲーム中の性能
3段ジャンプができるなど、高い機動力を持ち、判定の強い通常技・必殺技を活かした立ち回りが強い。
その機動力故に、相手を固める能力も高く、崩す手段も豊富。
弱点は連続技の総ダメージが低く、全キャラクター中で防御力が最も低い事であり、一撃の威力が高い攻撃を受けると体力の半分が無くなる事もある。
『GGX』ではしゃがみHSによる対空とそこからの連続技が強力。『GGXX』 - 『#RELOAD』では連続技の威力が低く下位クラス。『SLASH』では通常技・必殺技ともに調整が加えられ、強化される。
『ΛC』ではフォースブレイク技、フォースロマンキャンセル対応技の追加により、コンボの幅が広がっている。
GOLDモードでは、スピードが更に強化されている。

## 技の解説

### 必殺技
αブレード [GG - ] （空中可／FRC（空中版のみ）） （⇒αプラス（地上のみ））
高速で突進し相手を轢く技。主に連続技に使用。
αプラス [XX - ] (FRC)
αブレードで浮いた相手に肘打ちで追撃する技。
βブレード [GG - ] （空中可／FRC）
飛び上がりつつ手に装備した刃で斬る技。無敵時間があるので対空や割り込みに使用。
γブレード [GG - ]
自分の形をした気を飛ばす技。『GGX』では距離制限があるものの通常の飛び道具。『GGXX』以降は通常技キャンセルから出せないものの、ヒット時は相手を一定時間捕縛する性能に変更された。
削岩脚 [GG - ]
回転しながら蹴りを決める技。『GG』では回転せずに高速落下する1HIT攻撃で、ヒット時に若干浮くために複数回使用可能だった。
毅式転移 [GG - ] （空中可（EXのみ）／FRC）
瞬間移動する技。P・K・S・HSの4種類（『SLASH』- 『ΛC』はDを含めた5種類）がある。
毅式迷彩 [GG - ]
姿を半透明にする技。効果は一定時間過ぎるか、ダメージを食らうことで解除される。
『ISUKA』のみガードバランスが上昇していく仕様。
空中挑発 [XX - ] （空中専用）
斜め下に手裏剣を投げる技。技後着地まで行動できない失敗版とすぐ行動できる成功版の2種類ある。
手裏剣 [Xrd] （空中専用）
斜め下に手裏剣を投げる技。空中挑発から名称変更したもので、失敗版と成功版が交互に発生する。
幻朧斬 [GGX - ] (FRC) （⇒幻朧斬・陽）
相手に飛び掛ると背後に回り、首を斬る移動投げ。
裂掌 [GGX - ] （⇒麓砕or穿踵）
気を纏った拳で殴る技。牽制、連続技に使用。
麓砕 [GGX - ]
気を纏った足払いを放つ。連続技に使用。「穿踵」に派生可能。
穿踵 [GGX - ] (FRC)
小さく飛び上がりつつカカト落としを決める。『SLASH』以降連続技に使用される。
三角飛び [ΛC]
画面端に張り付き、急速落下する。
蜃気楼 [Xrd]
斜め上へ飛び蹴りを放つ。技後はジャンプ扱いのため各種空中行動がとれる。
壁張り付き [Xrd]
一定時間壁に張り付く、様々な派生技に派生できる。
上下移動 [Xrd]
壁を上下に移動する。
横移動 [Xrd]
壁から斜め下もしくは真横に突進する。
飛び降り [Xrd]
壁から離れる。技後はジャンプ扱いのため各種空中行動がとれる。
αブレード [Xrd]
壁から斜め下に向かってαブレードで突進する。
クナイ [Xrd]
壁に張り付いたまま斜め下に向かってくないを投擲する。
幻朧斬 [Xrd]
壁張り付きの状態から幻朧斬を放つ。
幻鷹斬 [Xrd]
壁張り付きの状態から真横に飛び掛り、相手の背後に回って首を斬る空中の相手用の移動投げ。基本的な性質は幻朧斬と同じで、技時にチップから飛び散る木の葉が紅葉になっている。
βブレードチャージアタック [GG]
βブレードを三段階に強化させる。
背骨折り [GG]
名前の通り、相手の背骨をへし折る投げ技。相手の防御補正を無視するため、防御の低いミリアでも防御の高いポチョムキンでもきっかり6発でKOさせる。

### フォースブレイク
幻朧斬・陽 [ΛC]
幻朧斬の移動中に斜め上に突進していく必殺技。

### 覚醒必殺技
万鬼滅切 [GG]
突進し、無数の打撃を叩き込む覚醒必殺技。ガードされてもガードの上から乱舞する上所々に空振りが入るが「万鬼滅砕」よりも攻撃力においては優秀。
万鬼滅砕 [GGX - ]
突進し、無数の打撃を叩き込む覚醒必殺技。「万鬼滅切」と酷似しているが威力については激減している。
斬星狼牙 [GGX - ] (FRC)
相手の左右を高速で移動しながら打ち上げ、最後に刃で相手を一刀両断する技。
龍柳 [Xrd]（空中専用）
空中から12本のくないを放つ。くないは空中に少し停滞した後、扇状に拡散する。
破翼落鳳 [EX]
斜め下にクナイを6枚2セット投げる覚醒必殺技。ランダムでちくわと鉄アレイになるのは『忍者ハットリくん』のパロディ。

### 一撃必殺技
全天全地無双鬼刃 [GG]
殺界発動後、般若の面を真っ二つにするように敵を切り裂く技。
ディエルタエンド [GGX - ]
空中に飛び上がり、炎で五芒星を作り出し相手を焼き尽くす技。
漫画『ウイングマン』の必殺技「デルタエンド」が元ネタ。
雷楔断 [Xrd]
冽掌のモーションで攻撃しヒットすると演出に移行、分身したチップが無数の手裏剣を投げて相手を空中へ吹き飛ばした後、雷を放ってとどめをさす。

## ステージ
- 寺院の内部(GG)
- COLONY(GGX - SLASH、ISUKA、Xrd)
- VERDANT(ΛC - )

## テーマミュージック
- Suck A Sage(GG - GGXXΛC)
- Flash Hider(GGXrd)
- Play the Hero(GGST)

## その他
- 初期設定での師匠の名前は「ユウジ」であった。
- ギルティギアの世界において、チップは純粋な人類の中ではガブリエル大統領に次ぐ強さなのだが、石渡太輔は設定の強さを上手く表現出来ない事を嘆いている。

## 参考資料
- 「アートワークス･オブ･ギルティギアゼクス 2000-2004」ソフトバンククリエイティブ出版、2004年 ISBN 4-7973-2687-5
- 「GGX.com きわどい発言はやめろ!コラムコーナー」